# Nguyễn Văn Lộc (bộ trưởng)
Nguyễn Văn Lộc sinh ngày 14 tháng 3 năm 1914 tại Thôn Tảo Khê - Xã Tảo Dương Văn - Huyện Ứng Hòa - Tỉnh Hà Đông (nay là Thành phố Hà Nội), mất năm 1979 được an táng tại Nghĩa trang Mai Dịch - Hà Nội. Ông là nhà cách mạng Việt Nam, Ủy viên dự khuyết Ban Chấp hành Trung ương Đảng Cộng sản Việt Nam, Bộ trưởng Bộ Nông nghiệp, Bộ trưởng Chủ nhiệm Ủy ban Thanh tra của Chính phủ.
Ông có tên gọi khác là Trương Đỗ Uông, quê quán ở Thôn Tảo Khê - Xã Tảo Dương Văn - Huyện Ứng Hòa - Thành phố Hà Nội, tham gia cách mạng từ năm 18 tuổi.
Tháng 2 - 1938, ông được kết nạp vào Đảng Cộng sản Đông Dương (nay là Đảng Cộng sản Việt Nam); đồng thời, ông cũng được cử làm Bí thư Chi bộ Tảo Khê - đây là Chi bộ Đảng đầu tiên ở Huyện Ứng Hòa và ở phía Nam tỉnh.
Năm 1942 - 1944 ông là Bí thư Tỉnh ủy Sơn Tây và Hà Đông (cũ). Năm 1945 - 1946 ông là Sứ ủy viên Bắc Kỳ phụ trách các tỉnh Hà Đông, Sơn Tây. Tháng 4/1946 ông được giao phụ trách phong trào của 3 tỉnh Cao Bằng, Bắc Cạn và Thái Nguyên.
Giai đoạn năm 1947 - 1956, khi kháng chiến chống Pháp bùng nổ, ông được cử làm Phó Bí thư Khu ủy khu II; Phó Bí thư liên khu III (1948); Bí thư liên khu ủy III, Chủ tịch Mặt trận thống nhất Liên khu III (1954).
Chủ tịch Ủy ban Hành chính Liên khu 3 (2/1956 - 8/1957). Tháng 7/1958, ông được bổ nhiệm Thứ trưởng Bộ Thủy lợi.
Năm 1960, tại Đại hội lần thứ ba của Đảng ông được bầu làm Ủy viên dự khuyết Ban Chấp hành Trung ương Đảng Lao động Việt Nam. Sau đó được bổ nhiệm làm Bí thư Đảng Đoàn, Bộ trưởng Bộ Nông nghiệp (30/10/1967 - 4/1971); Bộ trưởng, Phó Chủ nhiệm thường trực Ủy ban Nông nghiệp Trung ương (4/1971 - 28/3/1974) (thay cho Nghiêm Xuân Yêm); Bí thư Đảng Đoàn, Bộ trưởng Chủ nhiệm Ủy ban Thanh tra của Chính phủ (28/3/1974 - 1979)...
Dù ở đâu, giữ cương vị nào ông Nguyễn Văn Lộc cũng phát huy phẩm chất của người chiến sĩ cộng sản ưu tú và có những cống hiến xuất sắc, xứng đáng là một cán bộ cách mạng lão thành được Đảng, Nhà nước và nhân dân tôn vinh, kính trọng. Với những công lao đóng góp cho cách mạng Việt Nam, ông đã được Đảng và Nhà nước tặng thưởng và truy tặng các Huân trương cao quý:
- Huân chương Độc lập hạng III
- Huân chương kháng chiến chống Pháp hạng Nhất
- Huân chương kháng chiến chống Mỹ hạng Nhất
- Truy tặng Huân chương Hồ Chí Minh
- Năm 2008, ông được Đảng và Nhà nước truy tặng huân chương cao quý nhất - Huân chương sao vàng.
Hiện nay, tại Phường Mỗ Lao - Quận Hà Đông - Thành phố Hà nội có đường mang tên ông.